# 고현중학교
고현중학교(古縣中學校)는 경상남도 남해군 고현면 포상리에 있었던 공립 중학교이다.

## 학교 연혁
- 1955년 4월 25일 : 고현고등공민학교 인가
- 1960년 4월 11일 : 남해고현중학교 개교
- 1963년 2월 20일 : 제1회 졸업식
- 1985년 9월 1일 : 신축교사로 이전 (고현면 포상리 152번지)
- 1991년 3월 5일 : 고현중으로 교명 변경
- 2018년 3월 1일 : 이창대 교장 부임
- 2018년 3월 2일 : 2018학년도 4명 입학
- 2019년 1월 11일 : 제57회 졸업식(1명, 졸업생 총계 6,426명)
- 2019년 3월 1일 : 남수중학교, 물건중학교와 함께 기숙형 거점 꽃내중학교 개교로 인한 59년만에 폐교

## 참고 자료
- 고현중학교 - 한국교육학술정보원 학교알리미